# رشید نکاز
رشید نکاز (عربی: رشيد نكاز؛ زادهٔ ۹ ژانویه ۱۹۷۲) اهالی کسب‌وکار، کنشگری اهل الجزایر است.

## فعالیت‌ها
وی با شرکت در انتخابات ریاست جمهوری فرانسه در سال ۲۰۰۷ نظر رسانه‌ها را به خود جلب کرد اما نتیجه مطلوبی در انتخابات کسب نکرد.
در سال ۲۰۱۰ وی سازمانی را تأسیس کرد که جریمه زنانی که به دلیل پوشش صورت با روبند (برقع) جریمه شده‌اند را پرداخت کند. وی عنوان کرد که ۱ میلیون یورو برای این کار اختصاص داده‌است.
وی در اوت ۲۰۱۸ به دانمارک سفر کرد تا جریمه زنانی که قانون منع برقع را نقض کرده‌اند پرداخت کند. در پاسخ حزب مردم دانمارکی پیشنهاد داد برای حفظ جایگاه قانون و اجرایی شدن آن در کشور مجازات هفت روز زندان نیز به این جریمه اضافه شود.